# Krotensee
Der Krotensee (auch Krottensee geschrieben) liegt im Salzkammergut nahe Sankt Gilgen im österreichischen Bundesland Salzburg.

## Lage und Landschaft
Der Krotensee liegt am Fuß des Schafbergs zwischen Wolfgang- und Mondsee, südlich der Scharflinger Höhe, dem Pass zwischen den beiden Seen. Entlang des Krottensees verläuft die Bundesstraße B 154, die Mondseestraße. Direkt am Ufer liegt auf einer kleinen Erhebung Schloss Hüttenstein.
Der Krotensee wird vom Krotenseebach entwässert, der südwestlich in Brunnwinkl in den Wolfgangsee mündet. Seine Hauptzuflüsse sind der Zeppezauerbach, der vom Almkogel über die Schmalnau von Nordwesten zufließt, und der Kesselbach, der von Osten über Pucha vom Schafberg kommt.

## Geologie und Hydrologie
Der See hat eine Tiefe von etwa 46 m.
Die Scharflinger Höhe wurde im Hochwürm vom Eis aus dem Wolfgangseeteilast des Traungletschers überflossen. Im Präboreal setzte im Krotensee wahrscheinlich Meromixis ein, eventuell mit einzelnen Unterbrechungen.

## Geschichte und Nutzung
Der Krotensee ist gemeinsam mit Schloss Hüttenstein im Eigentum einer Privatstiftung, jegliche Nutzung ist untersagt. Tauchgenehmigungen werden gegebenenfalls im Schloss erteilt.
Um den Krotensee rankt sich eine Sage von einem versunkenen Fuhrwerk, dessen Weinfässer ohne den Fuhrmann und ohne die Pferde in der Donau wieder auftauchten. Taucher fanden im See, der offenbar seit Jahrhunderten als Mülldeponie der Schlossherren diente, Teile einer kompletten Schlossküche.

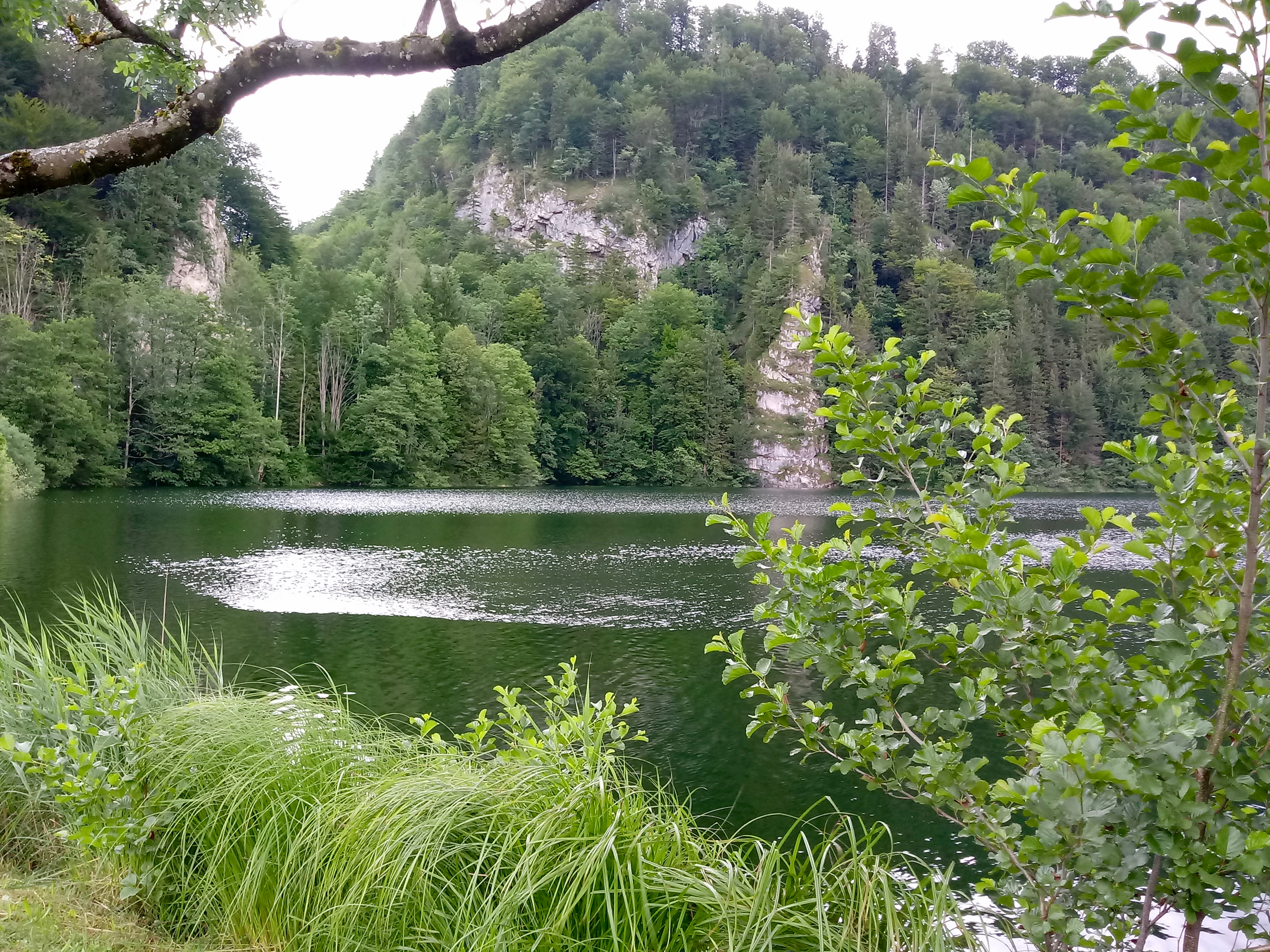
Krotensee vom Westufer
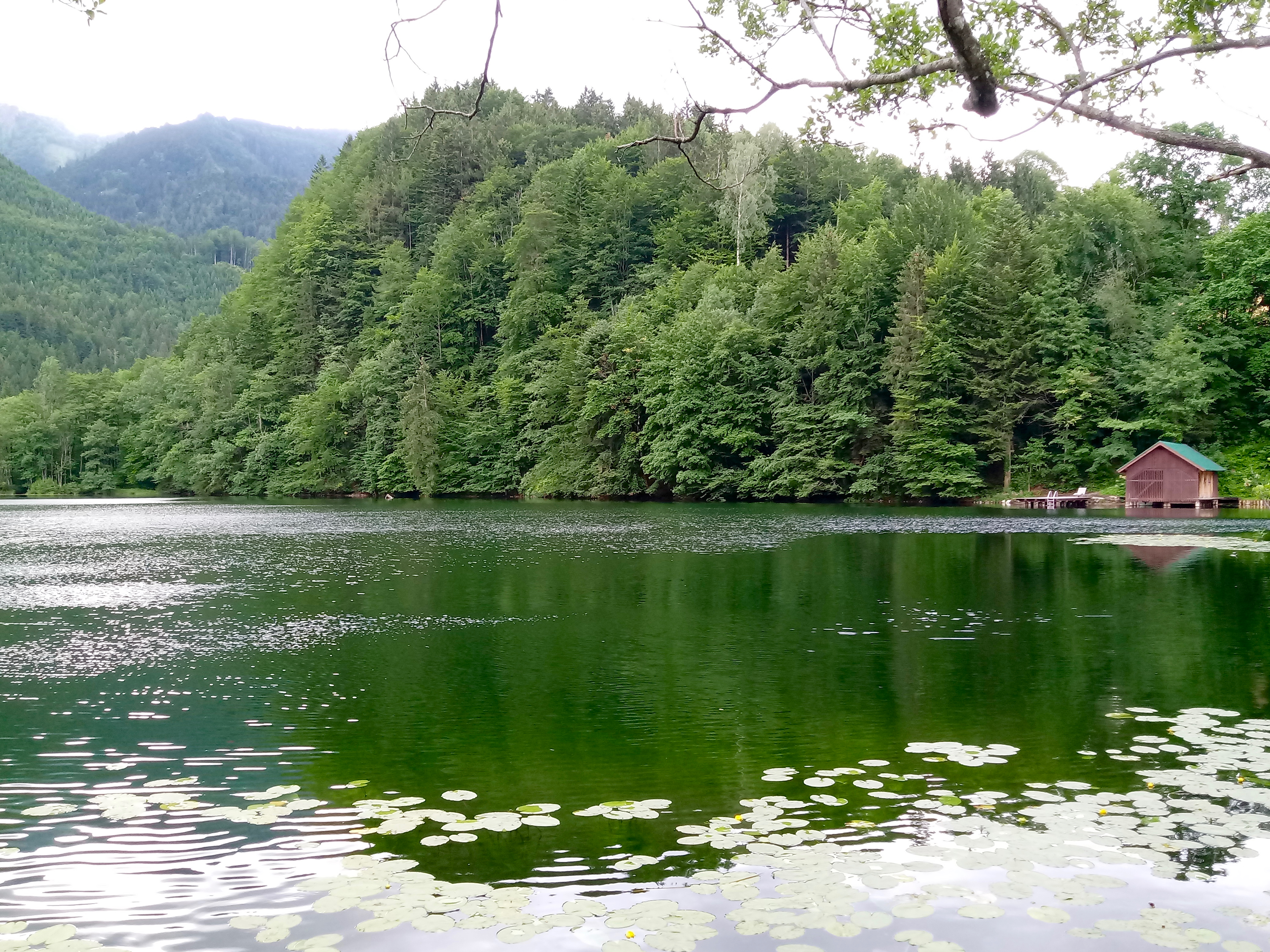
Krotensee vom Westufer
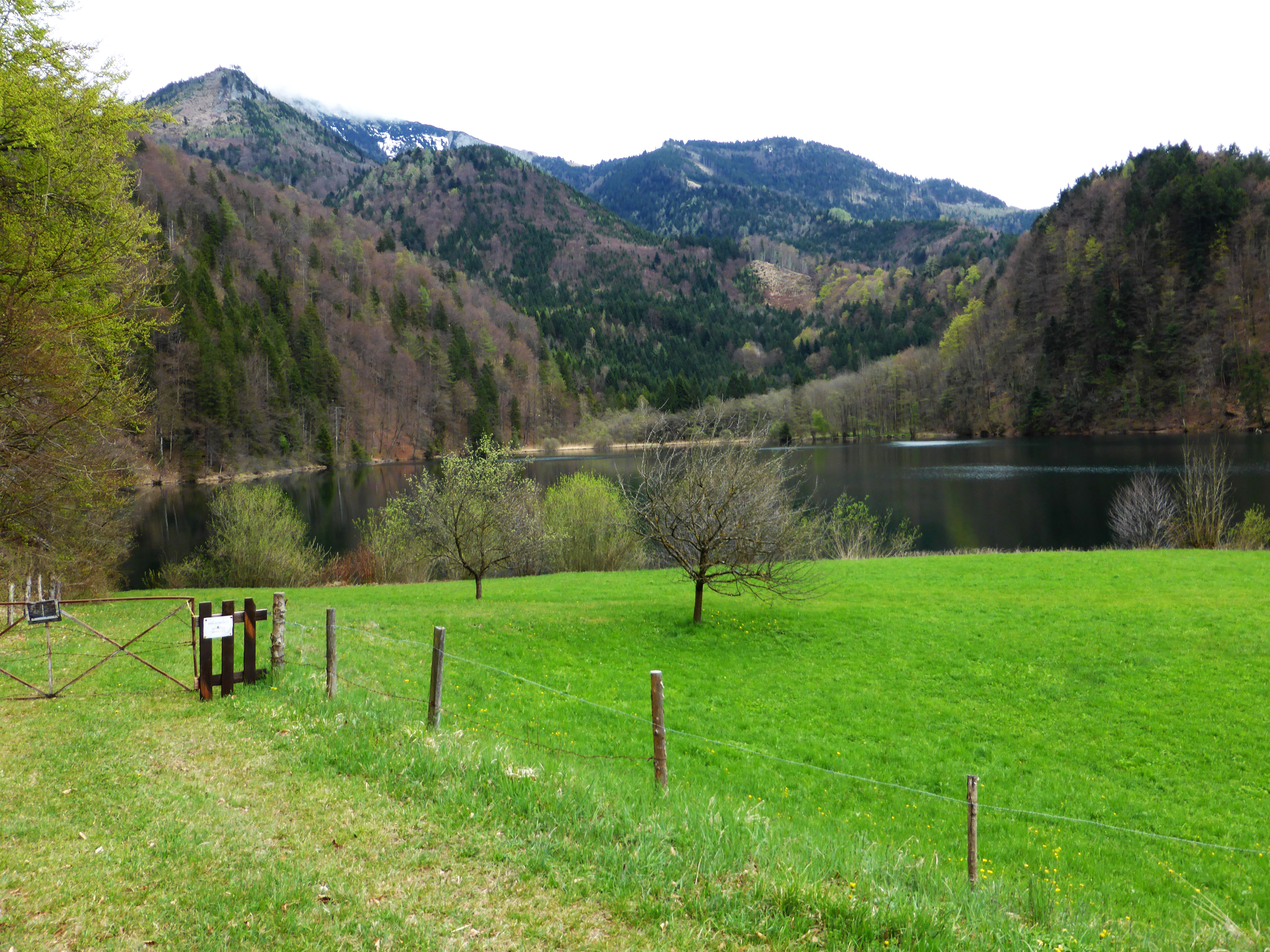
Krotensee gegen den Schafberg
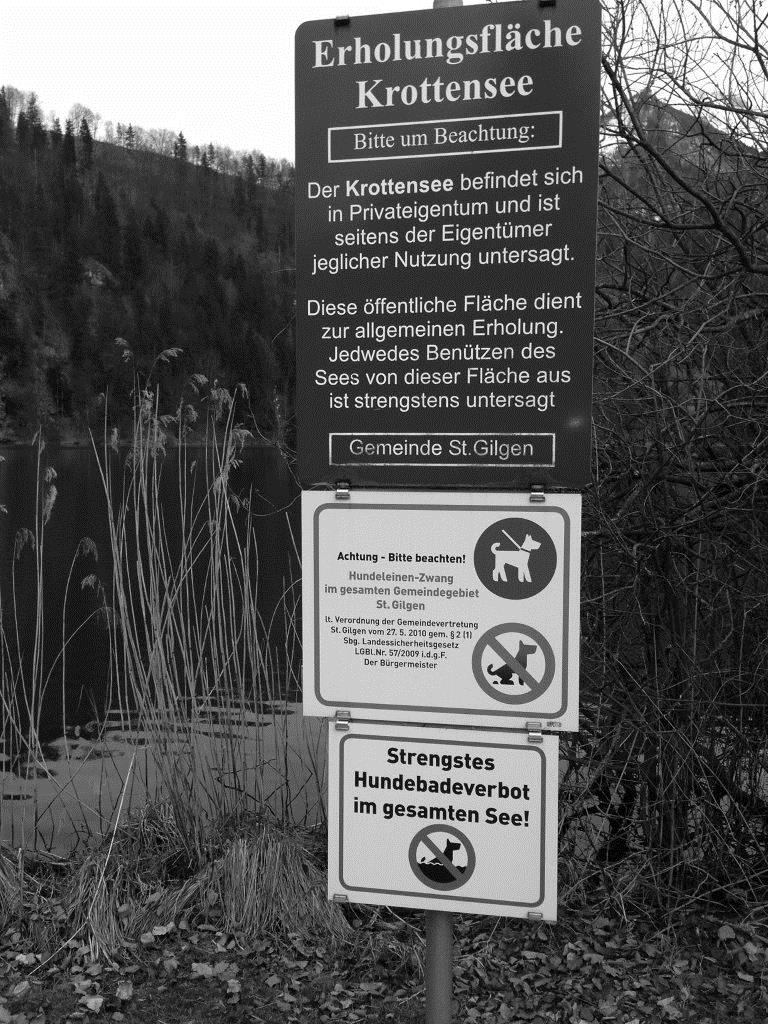
Diverse Verbote